# USS LST-281
O USS LST-281 foi um navio de guerra norte-americano da classe LST que operou durante a Segunda Guerra Mundial.